# Елмань
Елма́нь, елман (чагат. jalman «острие, лезвие», тур. yalman «верхняя часть сабли близ острия», казахск. жалман «выступающий гребень" ) — расширение к концу сабельной полосы, в так называемой «слабой части клинка», в верхней трети клинка от острия, характерное для восточноевропейского и азиатского холодного оружия сабельного типа. 
Иногда елман делался и у палаша. Служит для усиления рубящего удара за счёт инерции клинка. Важную роль в этом способе играет форма рукоятки и закругляющееся навершие.
Елмань может быть как ярко выраженной, так и плавно расширяющейся. Могла иметь заточку как с одной стороны, так и двустороннюю.

## Галерея
- Сабля Фёдора Михайловича Мстиславского. Кашемирский мастер Абдул Али, хорошо видна чётко выраженная елмань.
- Тесак царя Михаила Федоровича. В верхней части клинок обладает расширением елмань.
- Сабля восточной работы, хорошо видна елмань.
- Палаш азиатской работы, хорошо видна чётко выраженная елмань.